# 업턴 싱클레어

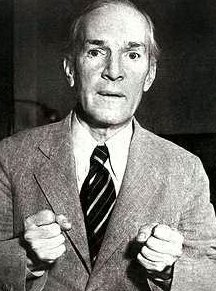
업턴 싱클레어

업턴 싱클레어(Upton Sinclair, 1878년~1968년)는 미국의 소설가이다. 메릴랜드주 볼티모어의 몰락한 명문에서 태어나 16세 때부터 문필활동에 들어갔다.
뉴욕 시립 대학을 졸업하고, 컬럼비아 대학 연구과에 진학하여 창작을 시작, 대학 재학 중에 6편의 소설을 썼다. 시카고 식육 공장의 실정을 폭로한 <정글>, 퓰리처상을 받은 <용의 이빨>을 비롯하여, <석탄 왕> <보스턴>과 장편 소설 <세계의 종말> 등 많은 작품이 있다.

## 작품
뉴욕 시립대학 재학 중 좌익으로 기울어져 베블런의 영향으로 <밀림>을 발표, 당시의 시어도어 루스벨트 대통령에게 숙정정치(肅正政治)를 촉진시켰다. 그 후 <석탄왕>(1917)에서 탄광파업을, <브라스 체크(Brass check)>(1919)에서 신문업계의 부패를 폭로하고, <석유>(1927)에서 하딩 정부의 부정을, <보스턴>(1928)에서 사코 번제티 사건의 위선(僞善)을, <술>(1956)에서 알코올의 유해설을 제창하는 등, 그의 전작품에 흐르는 것은 정의에의 외침인 동시에 전체주의의 불합리에 항의하고 지상에 참된 자유를 추구하는 영원의 소리이다. 그러한 것의 집대성이 1949년 완성된 대작으로서, 레니 버드 이야기로 불리는 <세계의 마지막>이라는 전10권, 6천 866페이지에 달하는 대장편이다. 제1권의 출판(1940)부터 10년의 세월을 소비해서, 또다시 세계대전의 희생을 대중에게 강요해서는 안 된다는 신념을 피력하고 있는데, 역사적 가치를 지닌 불멸의 작품이라 할 수 있다.